# Moji dragi dobrotvori (1970.)
Moji dragi dobrotvori je hrvatski dramsko-satirični televizijski film iz 1970. godine, redatelja Vanče Kljakovića u produkciji Televizije Zagreb. Snimao se u svibnju i lipnju 1970. u okolici Nedjelje i Samobora.
Premijerno je prikazan 2. studenoga 1970.

## Radnja
Dvije skitnice dolaze u malo mijesto i otimaju dječaka da bi od mještana iznudili novac. Ma kako da su ove skitnice nepoštene i zlonamjerne ispada da ni mještani nisu ništa bolji

## Glumačka postava
- Relja Bašić kao Feri
- Ivo Serdar kao Baltik
- Zdenka Heršak kao Katarina
- Zvonko Lepetić kao Matijaš
- Krešimir Zidarić kao diretkor tvornice Kalinić
- Zlatko Madunić kao doktor Sokać
- Špiro Guberina kao poštar Jeronim Balun
- Kruno Valentić kao milicioner Adam
- Andrej Kljaković kao dječak Joško Balun

## Zanimljivosti
Tijekom snimanja televizijske drame koja je imala drugačiji naslov "Naši mali dobrotvori", trojica glavnih glumaca pretrpjela su nesvakidašnje nezgode. Relja Bašić zadobio je prijelom ruke, Ivo Serdar slomio je nogu, dok je Zdenka Heršak ozlijedila arkadu. Unatoč ovim nesrećama, snimanje se nastavilo bez prekida, a povrede su kreativno uklopljene unutar radnje filma. Kljaković nije dozvolio da nepredviđene okolnosti poremete planove, pa je drama završena u predviđenom roku.

## Vanjske poveznice
- Moji dragi dobrotvori u internetskoj bazi filmova IMDb-a